# Blue Moon (film)
Blue Moon is een Amerikaans-Ierse biografische film uit 2025, geregisseerd door Richard Linklater. De hoofdrollen worden vertolkt door Ethan Hawke, Margaret Qualley, Bobby Cannavale en Andrew Scott.

## Verhaal
De film speelt zich grotendeels af op 31 maart 1943, de openingsavond van de musical Oklahoma!, het eerste project van het duo Richard Rodgers en Oscar Hammerstein. Rodgers was voorheen meer dan twintig jaar lang de creatieve partner van Lorenz Hart, die al jarenlang worstelt met alcoholisme en depressies. 

## Rolverdeling
| Acteur           | Personage         |
| ---------------- | ----------------- |
| Ethan Hawke      | Lorenz Hart       |
| Margaret Qualley | Elizabeth Weiland |
| Bobby Cannavale  | Eddie             |
| Andrew Scott     | Richard Rodgers   |

## Productie
In juni 2024 werd bekendgemaakt dat Richard Linklater bezig was met de film Blue Moon over het musicalschrijversduo Lorenz Hart en Richard Rodgers. Robert Kaplow zou het scenario schrijven en de film wordt geproduceerd Richard Linklater zelf samen met zijn manager John Sloss. Later die maand voegden Ethan Hawke, Margaret Qualley, Bobby Cannavale en Andrew Scott zich bij de cast en werd gemeld dat Sony Pictures Classics wereldwijde distributierechten had verworven naast het feit dat ze zich als medefinancier bij het project hadden aangesloten.

### Filmopnames
De belangrijkste filmopnames gingen van start begin juli 2024 in Dublin en duurden tot augustus 2024. De opnames werden in september 2024 afgerond.

## Release
Blue Moon ging op 18 februari 2025 in première op het Internationaal filmfestival van Berlijn in de competitie voor de Gouden Beer.

## Prijzen en nominaties
De belangrijkste:
| Jaar | Prijs                                   | Categorie                       | Genomineerde(n)   | Uitslag     |
| ---- | --------------------------------------- | ------------------------------- | ----------------- | ----------- |
| 2025 | Internationaal filmfestival van Berlijn | Gouden Beer                     | Richard Linklater | Genomineerd |
| 2025 | Internationaal filmfestival van Berlijn | Zilveren Beer voor beste bijrol | Andrew Scott      | Gewonnen    |